# Audiencia Provincial de Navarra
La Audiencia Provincial de Navarra es el órgano judicial superior de la provincia de Navarra (España). Conoce de asuntos civiles y penales. Cuenta con tres secciones, de las cuales la sección 1ª y 2ª se ocupan de asuntos de orden jurisdiccional penal; y sección 3ª con competencias en el orden jurisdiccional civil, con asuntos civiles y mercantiles. En materia civil revisan sentencias de los juzgados de primera instancia de la provincia de Navarra. Sus resoluciones pueden recurrirse ante el Tribunal Supremo. En materia penal juzgan delitos graves castigados con más de tres años de prisión y su sentencia se puede recurrir ante el Tribunal Supremo. También revisan sentencias en apelación procedentes de juzgados de lo penal y de instrucción y de recursos contra resoluciones civiles dictadas en primera instancia sobre vigilancia penitenciaria, menores y penal de la misma provincia. En la Audiencia Provincial se realizan los juicios con jurado.
Tiene su sede en el Palacio de Justicia de Pamplona situado en la capital pamplonica. El actual presidente de la Audiencia Provincial de Navarra es José Julián Huarte Lázaro, nombrado el 28 de enero de 2021.

## Historia
Creada como Real Audiencia de Navarra por Real Cédula de julio de 1717 con competencias en derecho civil, militar y fiscal, las reformas reglamentarias de 1834 restringieron sus poderes en beneficio de la Diputación Provincial de Navarra y del gobernador de la provincia, para actuar de órgano superior de justicia. Por el Reglamento provisional de la Administración de Justicia, de 26 de septiembre de 1835, la institución adquiere definitivamente la denominación de Audiencia Territorial y se fija su demarcación en la división provincial recién inaugurada. Asignaba a la Audiencia dos salas, una de lo Civil y otra de lo Criminal, que extenderían sus competencias a la supervisión y revisión, en segunda y tercera instancia, de los fallos dictados por jueces inferiores, a la resolución de conflictos de competencias entre juzgados, la admisión de abogados para el ejercicio de la profesión e incluso al examen de los aspirantes a escribanías. La Ley adicional a la Orgánica del Poder Judicial, aprobada por Real Decreto de 14 de octubre de 1882, limitó las competencias de las audiencias territoriales en materia penal al crear las Audiencias de lo Criminal. Las carencias económicas llevaron a la supresión en 1892 de aquellas Audiencias de lo Criminal no situadas en capitales de provincia. Así pues, a partir de 1882 la Audiencia Territorial, constituida en sala de justicia, tenía como principal atribución los recursos de apelación en materia civil contra sentencias dictadas por los juzgados de primera instancia. Asimismo, tenía atribuciones en la esfera contencioso-administrativa, primeramente a través del Tribunal Provincial y, tras la promulgación de la Ley de la Jurisdicción Contencioso-Administrativa, de 27 de diciembre de 1956, por la Sala de lo Contencioso-Administrativo de la Audiencia Territorial, que vino a sustituir al Tribunal Provincial. Además, en el periodo 1936-1945, tuvo asociada la Audiencia Provincial el llamado Tribunal Regional de Responsabilidades Políticas, creado por las autoridades franquistas para reprimir toda opción política tras la guerra civil. La Audiencia Provincial de Navarra, cuya circunscripción geográfica coincide con la Territorial, durante mucho tiempo conoció en única instancia de los delitos instruidos por los juzgados de instrucción. Pero su condición de tribunal penal se modificó, por una parte, con la ley de 8 de abril de 1967 al sustraer de su conocimiento inicial, para otorgárselos en vía de recurso de apelación, los denominados delitos menos graves cuyo fallo, y no sólo instrucción, corresponde a los juzgados del mismo nombre, y, por otra, en virtud de la Ley de 20 de junio de 1968, ha visto ampliada su jurisdicción a determinados asuntos de la esfera civil, como órgano de segunda instancia, en un intento de descongestionar la Audiencia Territorial. La Audiencia Territorial y la Audiencia Provincial se transforman nuevamente con la Ley de Planta y Demarcación Judicial de 1988, que desarrollaba la Ley Orgánica del Poder Judicial de 1985. En virtud de las mismas, la Audiencia Territorial de Navarra es sustituida por el Tribunal Superior de Justicia de Navarra y la Audiencia Provincial ve reforzadas sus competencias en la esfera civil y sus secciones pasan a ser órganos ordinarios para el conocimiento de recursos de apelación contra resoluciones dictadas por los Juzgados de 1ª Instancia e Instrucción.